# Quand je serai mort et livide
Pour plus de détails, voir Fiche technique et Distribution.
Quand je serai mort et livide (Kad budem mrtav i beo) est un film yougoslave réalisé par Živojin Pavlović, sorti en 1967.
Il remporte la Grande Arène d'or du meilleur film au Festival du film de Pula en 1968.

## Synopsis
Jimmy (Dzimi) et sa petite amie Lilica vivent de petits larcins. Poursuivit pour vol de portefeuilles, il prend la fuite et rencontre la chanteuse Duška avec laquelle il va chanter. Il rencontre ensuite Mica et son mari qui est militaire, puis il participe à un concours de jeunes chanteurs à Belgrade.

## Fiche technique
- Titre original : Kad budem mrtav i beo
- Titre français : Quand je serai mort et livide
- Réalisation : Živojin Pavlović
- Scénario : Ljubisa Kozomara et Gordan Mihic
- Pays d'origine : Yougoslavie
- Format : Noir et blanc - 35 mm - Mono
- Genre : drame
- Durée : 79 minutes
- Date de sortie : 1967

## Distribution
- Dragan Nikolic : Jimmy (Dzimi) Barka
- Ruzica Sokic : Duška
- Neda Spasojevic : Lilica
- Dara Calenic : Mica
- Severin Bijelic : Officier
- Nikola Milic : Mosa, l'homme à la guitare
- Zorica Sumadinac : Bojana
- Slobodan Aligrudic : le directeur Milutin
- Milivoje Tomic : le manager
- Snezana Lukic : Zubotehnicarka
- Ljiljana Jovanovic : la mère de Jimmy
- Petar Lupa : Sofer
- Janez Vrhovec (sr) : le lieutenant-colonel de la JNA
- Aleksandar Gavric : Vule
- Miodrag Andric : Ibro, colocataire de Jimmy

## Commentaires
- Le titre du film est tiré de la phrase affichée au début du film Kad budem mrtav i beo, ja bih ipak nekako hteo da makar kakva nekakva svetiljka budem (Quand je serai mort et livide, je voudrais tout de même être au moins une lanterne) de l'auteur Wolfgang Borchert.
- « Dzimi Barka (Dragan Nikolic), chanteur improvisé, chômeur chronique, petit truand toujours courant pour rouler les autres avant qu'ils ne le roulent, va faire pipi dans un panier de bois, dans un pré lugubre de banlieue. Un de ses ennemis lui tire dessus à froid, et il crève là, le pantalon aux chevilles, le regard vide. Finale inoubliable d'un film extraordinaire, Quand je serai mort et livide : on y voit, concentrés, le pessimisme vital, l'impitoyable agressivité de Živojin Pavlović. Il s'agissait d'un des premiers films yougoslaves qui montraient la vie des prolétaires, en dehors de toute rhétorique, sans aucune rédemption marxiste. »[1]

## Prix
- Grande Arène d'or du meilleur film au Festival du film de Pula en 1968.